# Yeşilyurt Spor Kulübü 2020-2021 (pallavolo)
Questa voce raccoglie le informazioni riguardanti lo Yeşilyurt Spor Kulübü nelle competizioni ufficiali della stagione 2020-2021.

## Organigramma societario
Area direttiva
- Presidente: Necmettin Karabacak

Area tecnica
- Allenatore: Kamil Söz
- Allenatore in seconda: Burçin Kundak
- Assistente allenatore: Alpay Levinler
- Scoutman: Sefa Gökburun

## Rosa
| N° | Nome             | Ruolo | Data di nascita  | Nazionalità sportiva |
| -- | ---------------- | ----- | ---------------- | -------------------- |
| 1  | Duru Aksu        | L     | 3 maggio 2001    | Turchia              |
| 2  | Jennifer Cross   | C     | 4 luglio 1992    | Canada               |
| 3  | Burcu Yönder     | P     | 19 gennaio 1997  | Turchia              |
| 4  | İrem Kaya        | C     | 3 maggio 1999    | Turchia              |
| 5  | Derya Güç        | S     | 16 gennaio 1997  | Turchia              |
| 7  | Buket Gülübay    | P     | 28 febbraio 1999 | Turchia              |
| 9  | Elisa Köse       | S     | 20 marzo 2002    | Turchia              |
| 10 | Ece Hocaoğlu     | S     | 5 marzo 1994     | Turchia              |
| 12 | Bihter Dumanoğlu | L     | 3 febbraio 1995  | Turchia              |
| 13 | Zeynep Demirel   | C     | 27 novembre 2000 | Turchia              |
| 14 | Alexia Căruțașu  | O     | 10 giugno 2003   | Romania              |
| 16 | Lana Ščuka       | S     | 6 ottobre 1996   | Slovenia             |
| 17 | Derya Cebecioğlu | S     | 24 ottobre 2000  | Turchia              |
| 18 | İlayda Uçak      | C     | 28 novembre 2002 | Turchia              |
| 20 | Tuna Çetinay     | L     | 24 aprile 2002   | Turchia              |

## Statistiche

### Statistiche di squadra
| Competizione     | Punti | In casa | In casa | In casa | In trasferta | In trasferta | In trasferta | Totale | Totale | Totale |
| Competizione     | Punti | G       | V       | P       | G            | V            | P            | G      | V      | P      |
| ---------------- | ----- | ------- | ------- | ------- | ------------ | ------------ | ------------ | ------ | ------ | ------ |
| Sultanlar Ligi   | 51    | 17      | 8       | 9       | 17           | 7            | 10           | 34     | 15     | 19     |
| Coppa di Turchia | 0     | 0       | 0       | 0       | 0            | 0            | 0            | 2      | 0      | 2      |
| Challenge Cup    | -     | 2       | 2       | 0       | 2            | 2            | 0            | 6      | 6      | 0      |
| Totale           | -     | 19      | 10      | 9       | 19           | 9            | 10           | 42     | 21     | 21     |

G = partite giocate; V = partite vinte; P = partite perse

### Statistiche dei giocatori
| Giocatore     | Campionato | Campionato | Campionato | Campionato | Campionato | Coppa di Turchia | Coppa di Turchia | Coppa di Turchia | Coppa di Turchia | Coppa di Turchia | Challenge Cup | Challenge Cup | Challenge Cup | Challenge Cup | Challenge Cup | Totale | Totale | Totale | Totale | Totale |
| Giocatore     | P          | PT         | AV         | MV         | BV         | P                | PT               | AV               | MV               | BV               | P             | PT            | AV            | MV            | BV            | P      | PT     | AV     | MV     | BV     |
| ------------- | ---------- | ---------- | ---------- | ---------- | ---------- | ---------------- | ---------------- | ---------------- | ---------------- | ---------------- | ------------- | ------------- | ------------- | ------------- | ------------- | ------ | ------ | ------ | ------ | ------ |
| D. Aksu       | 9          | 0          | 0          | 0          | 0          | 1                | 0                | 0                | 0                | 0                | 2             | 0             | 0             | 0             | 0             | 12     | 0      | 0      | 0      | 0      |
| A. Căruțașu   | 29         | 594        | 495        | 52         | 48         | -                | -                | -                | -                | -                | 6             | 128           | 105           | 15            | 8             | 35     | 722    | 600    | 67     | 56     |
| D. Cebecioğlu | 28         | 355        | 315        | 25         | 15         | 2                | 32               | 27               | 4                | 1                | 6             | 81            | 68            | 10            | 3             | 36     | 468    | 410    | 39     | 19     |
| T. Çetinay    | 21         | 0          | 0          | 0          | 0          | 1                | 0                | 0                | 0                | 0                | 4             | 0             | 0             | 0             | 0             | 26     | 0      | 0      | 0      | 0      |
| J. Cross      | 29         | 213        | 151        | 47         | 15         | 2                | 7                | 3                | 3                | 1                | 6             | 60            | 34            | 22            | 4             | 37     | 280    | 188    | 72     | 20     |
| Z. Demirel    | 18         | 42         | 11         | 24         | 7          | 2                | 5                | 1                | 2                | 2                | 5             | 27            | 8             | 15            | 4             | 25     | 74     | 20     | 41     | 13     |
| B. Dumanoğlu  | 28         | 0          | 0          | 0          | 0          | 2                | 0                | 0                | 0                | 0                | 5             | 0             | 0             | 0             | 0             | 35     | 0      | 0      | 0      | 0      |
| D. Güç        | 23         | 26         | 20         | 1          | 5          | 2                | 11               | 11               | 0                | 0                | 2             | 4             | 2             | 2             | 0             | 27     | 41     | 33     | 3      | 5      |
| B. Gülübay    | 28         | 104        | 31         | 46         | 27         | 2                | 6                | 0                | 5                | 1                | 6             | 33            | 10            | 7             | 16            | 36     | 143    | 41     | 58     | 44     |
| E. Hocaoğlu   | 21         | 55         | 41         | 5          | 9          | -                | -                | -                | -                | -                | 4             | 1             | 0             | 0             | 1             | 25     | 56     | 41     | 5      | 10     |
| İ. Kaya       | 17         | 23         | 16         | 3          | 4          | 2                | 1                | 0                | 1                | 0                | 6             | 1             | 0             | 0             | 1             | 25     | 25     | 16     | 4      | 5      |
| E. Köse       | 0          | 0          | 0          | 0          | 0          | 2                | 7                | 5                | 2                | 0                | -             | -             | -             | -             | -             | 2      | 7      | 5      | 2      | 0      |
| L. Ščuka      | 28         | 296        | 246        | 33         | 17         | 1                | 16               | 16               | 0                | 0                | 6             | 48            | 38            | 8             | 2             | 35     | 360    | 300    | 41     | 19     |
| İ. Uçak       | 26         | 181        | 94         | 59         | 28         | 2                | 7                | 6                | 1                | 0                | 2             | 15            | 9             | 5             | 1             | 30     | 203    | 109    | 65     | 29     |
| B. Yönder     | 18         | 6          | 0          | 2          | 4          | 1                | 0                | 0                | 0                | 0                | 4             | 1             | 1             | 0             | 0             | 23     | 7      | 1      | 2      | 4      |

P = presenze; PT = punti totali; AV = attacchi vincenti; MV = muri vincenti; BV = battute vincenti